# Nicolás Zedán
Nicolás Alberto Zedán Abu-Ghosh (Santiago, 7 de junio de 2000) es un futbolista chileno-palestino que juega como delantero en Brujas de Salamanca de la Segunda División. Es internacional con la selección de fútbol de Palestina.

## Trayectoria
Producto de las divisiones inferiores de Palestino. Debutó profesionalmente el 12 de mayo de 2018, contra Huachipato, en partido válido por la Primera División de Chile. Zedán ingresó en el once inicial pero fue reemplazado a los 53 minutos. Este fue su primer y último partido en esa temporada. En la temporada siguiente, jugó solo 15 minutos en total con el primer equipo de Palestino.
En 2020, fue cedido a San Luis de Quillota. Tras finalizar su contrato con Palestino, el 11 de febrero de 2022 fue anunciado como nuevo refuerzo de Deportes Recoleta de la Primera B de Chile.
En noviembre de 2022, luego de finalizar el torneo de Primera B, es anunciado como nuevo jugador del Shabab Al-Khaleel de la Liga Premier de Cisjordania. En julio de 2023, es presentado como nuevo jugador de Iberia de la Segunda División chilena.

## Selección nacional
En junio de 2018 fue convocado a la selección de fútbol sub-20 de Chile.
En febrero de 2019, fue convocado por la Selección de fútbol de Palestina para jugar la Copa Asiática 2019. En junio de 2022, fue nuevamente convocado para afrontar los partidos de Clasificación para la Copa Asiática 2023.

## Clubes
| Club                             | País      | Año       |
| -------------------------------- | --------- | --------- |
| Palestino                        | Chile     | 2018-2021 |
| → San Luis (cedido)              | Chile     | 2020      |
| Deportes Recoleta                | Chile     | 2022      |
| Shabab Al-Khaleel                | Palestina | 2022-2023 |
| Iberia                           | Chile     | 2023      |
| Santiago Morning                 | Chile     | 2024      |
| → Deportes Puerto Montt (cedido) | Chile     | 2024      |
| Al-Malaab Al-Libby               | Libia     | 2025      |
| Brujas de Salamanca              | Chile     | 2025-Act. |